# Mickaël Tirpan
Mickaël Tirpan (Anderlecht, 23 oktober 1993) is een Belgisch voetballer die sinds juli 2024 door Lierse wordt uitgeleend aan Willem II. Tirpan kan zowel uitgespeeld worden op de positie van rechtsachter als de positie van verdedigende middenvelder.

## Carrière

### België
Tirpan begon zijn carrière in de lagere afdelingen bij FCV Dender EH, Boussu Dour Borinage en Seraing United. Op zijn 21e ondertekende hij een contract voor twee seizoenen met één seizoen optie bij eersteklasser Royal Excel Moeskroen. In zijn eerste seizoen op het hoogste niveau speelde hij slechts elf wedstrijden (zes in de reguliere competitie en vijf in Play-off II), maar in zijn tweede seizoen kreeg hij al heel wat meer speelminuten van trainer Mircea Rednic. Na twee seizoenen bij Moeskroen trok Tirpan naar KAS Eupen, waarmee hij zich ternauwernood kon handhaven in de Jupiler Pro League. Zijn passage in de Oostkantons was evenwel van korte duur: na één seizoen verhuisde hij al naar KSC Lokeren, maar daarmee zakte hij in zijn eerste seizoen al naar Eerste klasse B. 

### Kasımpaşa SK
Toen Lokeren in januari 2020 op weg leek naar een tweede degradatie op rij, koos Tirpan voor een buitenlands avontuur bij de Turkse eersteklasser Kasımpaşa SK. Hier wist Tirpan vrijwel meteen een basisplaats te bemachtigen. Op 25 januari 2020 debuteerde hij met een basisplaats op de rechtsachter in de competitiewedstrijd tegen Antalyaspor. Hij stond de volledige 90 minuten tussen de lijnen. Nadien speelde hij voornamelijk als verdedigende middenvelder bij Kasımpaşa, dat in het seizoen 2019/20 als tiende eindigde in de Süper Lig.
Op 30 oktober 2020 scoorde Tirpan zijn eerste doelpunt voor Kasımpaşa: hij scoorde het openingsdoelpunt in de wedstrijd tegen Trabzonspor, die uiteindelijk door zijn ploeg spectaculair gewonnen werd met 3-4. Na zijn eerste kalenderjaar in Turkije kon hij rekenen op interesse van de Turkse topclubs.

### Fortuna Sittard
In januari 2021 werd Tirpan, die vanwege gezondheidsproblemen bij zijn vrouw liever dichter bij huis wilde voetballen, uitgeleend aan het Nederlandse Fortuna Sittard. Tirpan, die zich bij Fortuna Sittard meteen opwierp tot een sleutelspeler, drukte na een paar maanden de wens uit om definitief naar Nederland te verhuizen.
In augustus 2021 maakte Tirpan, die op de openingsspeeldag van het seizoen 2021/22 in de Süper Lig weliswaar nog kort inviel tegen Hatayspor, definitief de overstap naar Fortuna Sittard.

## Clubstatistieken
| Seizoen         | Club                          | Land               | Competitie         | Competitie | Competitie | Beker | Beker | Totaal | Totaal |
| Seizoen         | Club                          | Land               | Competitie         | Wed.       | Dlp.       | Wed.  | Dlp.  | Wed.   | Dlp.   |
| --------------- | ----------------------------- | ------------------ | ------------------ | ---------- | ---------- | ----- | ----- | ------ | ------ |
| 2011/12         | FCV Dender EH                 | Vlag van België    | Tweede klasse      | 9          | 0          | 0     | 0     | 9      | 0      |
| 2012/13         | FCV Dender EH                 | Vlag van België    | Derde klasse       | 22         | 0          | 0     | 0     | 22     | 0      |
| 2013/14         | Boussu Dour Borinage          | Vlag van België    | Proximus League    | 6          | 0          | 0     | 0     | 6      | 0      |
| 2014/15         | Seraing United                | Vlag van België    | Proximus League    | 23         | 3          | 2     | 0     | 25     | 3      |
| 2015/16         | Royal Excel Moeskroen         | Vlag van België    | Jupiler Pro League | 11         | 0          | 0     | 0     | 11     | 0      |
| 2016/17         | Royal Excel Moeskroen         | Vlag van België    | Jupiler Pro League | 26         | 0          | 1     | 0     | 27     | 0      |
| 2017/18         | KAS Eupen                     | Vlag van België    | Jupiler Pro League | 31         | 1          | 1     | 0     | 32     | 1      |
| 2018/19         | KSC Lokeren                   | Vlag van België    | Jupiler Pro League | 24         | 1          | 2     | 0     | 26     | 1      |
| 2019/20         | KSC Lokeren                   | Vlag van België    | Eerste klasse B    | 16         | 1          | 1     | 0     | 17     | 1      |
| 2019/20         | Kasımpaşa SK                  | Vlag van Turkije   | Süper Lig          | 13         | 0          | 0     | 0     | 13     | 0      |
| 2020/21         | Kasımpaşa SK                  | Vlag van Turkije   | Süper Lig          | 16         | 1          | 1     | 1     | 17     | 2      |
| 2020/21         | → Fortuna Sittard             | Vlag van Nederland | Eredivisie         | 12         | 1          | 1     | 0     | 13     | 1      |
| 2021/22         | Kasımpaşa SK                  | Vlag van Turkije   | Süper Lig          | 1          | 0          | 0     | 0     | 1      | 0      |
| 2021/22         | Fortuna Sittard               | Vlag van Nederland | Eredivisie         | 26         | 0          | 1     | 0     | 27     | 0      |
| 2022/23         | Fortuna Sittard               | Vlag van Nederland | Eredivisie         | 5          | 0          | 0     | 0     | 5      | 0      |
| 2022/23         | Kasımpaşa SK                  | Vlag van Turkije   | Süper Lig          | 23         | 0          | 3     | 1     | 26     | 1      |
| 2023/24         | Samsunspor                    | Vlag van Turkije   | Süper Lig          | 7          | 0          | 0     | 0     | 7      | 0      |
| 2023/24         | Koninklijke Lierse Sportkring | Vlag van België    | Eerste klasse B    | 11         | 0          | 0     | 0     | 11     | 0      |
| 2024/25         | Willem II                     | Vlag van Nederland | Eredivisie         | 10         | 0          | 0     | 0     | 10     | 0      |
| Carrière totaal | Carrière totaal               | Carrière totaal    | Carrière totaal    | 292        | 8          | 13    | 1     | 305    | 10     |

Bijgewerkt op 3 november 2024.

## Trivia
Eind oktober 2018 kwam Tirpan in opspraak nadat hij als toenmalig Lokeren-speler herkend werd tussen de supporterskern van reeksgenoot Royal Antwerp FC. In januari 2019 reageerde Tirpan op deze berichten op het officiële YouTube kanaal van zijn club Lokeren. 

Ik ben speler van Lokeren, ik geef me altijd volledig voor de ploeg voor wie ik speel. In mijn vrije tijd supporter ik voor Antwerp aangezien mijn schoonfamilie en vrienden hiervoor supporteren. De mensen mogen dat gerust weten.

Op 30 oktober 2019 werd Tirpan voor de eerste keer vader van een dochter.
1 Koopmans ·
4 Adewoye ·
5 Grujčić ·
6 Van Ottele ·
7 Peterson ·
8 Dahlhaus ·
9 Sierhuis ·
10 Halilović ·
11 Aïko ·
12 Pinto  ·
14 Guth ·
17 Demir ·
19 Radulović ·
20 Michut ·
22 Bastien ·
23 Da Cruz ·
24 Sinkgraven ·
25 Martens ·
27 Hermsen ·
28 Mitrović ·
29 Et Taïbi ·
30 Johnson ·
31 Branderhorst ·
32 Rosier ·
33 Bullaude ·
35 Dijks ·
37 Bisschops ·
38 Schenkhuizen ·
39 Korkmazyürek ·
71 Bayram ·
77 Tunjić ·
80 Fosso ·
Coach: Buijs
· Assistent-trainer: Boessen
· Assistent-trainer: Poldervaart
· Keeperstrainer: Creemers